# Laena viennensis
Laena viennensis – gatunek chrząszcza z rodziny czarnuchowatych i podrodziny omiękowatych.

## Taksonomia
Gatunek ten opisany został po raz pierwszy w 1807 roku przez Jacoba Sturma pod nazwą Scaurus viennensis.

## Morfologia
Chrząszcz o wydłużonym ciele długości od 5,5 do 8,5 mm. Ubarwienie ma rdzawobrązowe do brunatnego. Oskórek jest lśniący, porośnięty drobnymi, rozproszonymi, jasnymi szczecinkami. Głowa ma małe, niewykrojone oczy. Czułki odznaczają się członami od czwartego do dziesiątego wyraźnie dłuższymi niż szerszymi. Przedplecze jest dłuższe niż szersze, sercowate, o równomiernie łukowatych bokach, wyraźnie szersze od głowy, najwęższe u podstawy. Owalne, wyraźnie od przedplecza szersze pokrywy mają równomiernie punktowane rzędy i wypukłe międzyrzędy. Odnóża są krótkie i charakteryzują się udami o ząbkowanych krawędziach wewnętrznych. U samca stopy przedniej pary mają człony od pierwszego do czwartego rozszerzone, u samicy cechy tej brak.

## Ekologia i występowanie
Owad ten zasiedla skraje dobrze zachowanych lasów, zwłaszcza dębowych i bukowych, skaliste zbocza ze skąpym drzewostanem i sporadycznie wypasane pastwiska z udziałem drzew. Bytuje wśród ściółki, pod kamieniami i odstającą korą starych drzew. Jest mykofagiem. Osobniki dorosłe wykazują aktywność zmierzchową.
Gatunek palearktyczny, europejski, znany z Czech, Słowacji, Austrii, Węgier, Słowenii, Włoch, Chorwacji oraz Bośni i Hercegowiny. W Czechach stwierdzono go tylko na dwóch stanowiskach, jednym na Morawach (w kraju południowomorawskim) i jednym w kraju pardubickim na terenie Bohemii. Na „Czerwonej liście gatunków zagrożonych Republiki Czeskiej” umieszczony jest jako gatunek krytycznie zagrożony wymarciem (CR). Na Słowacji notowany jest z Białych Karpat na północnym zachodzie kraju.